# Tirnavica
Tirnavica (románul: Târnăvița) falu Romániában, Erdélyben, Hunyad megyében.

## Fekvése
Az Erdélyi-érchegység déli peremén, Dévától 18,5 km-re északnyugatra fekszik.

## Nevének eredete
Magyar neve a románból való. Mind a román, mind a középkori magyar Tarnóca név egy 'töviske' jelentésű szláv Trnovica átvétele, amelyben a kicsinyítő képző Tirnávától különbözteti meg. Történeti névalakjai: Also Tharnocza (1484), Kystharnocza (1492), Tharnawycza (1518), Tyrnovicza (1733).

## Története
A 15–16. században a Barancskai család birtoka, később román falu Hunyad vármegyében. Lakói fazekassággal, többen kályhássággal is foglalkoztak.

## Népessége
- 1850-ben 305 lakosából 300 volt román és 5 cigány nemzetiségű; mindannyian ortodox vallásúak.
- 2002-ben 161 román lakosából 151 volt ortodox, 7 pünkösdista és 3 baptista vallású.

## Látnivalók
- Ortodox fatemplomának elődjét egy Sava (Száva) nevű szerzetes építtette 1663 és 1680 között. A jelenlegi templom a 18. századból való.